# Rhyacia astuta
Rhyacia astuta là một loài bướm đêm trong họ Noctuidae.